# Yangambi
Yangambi è un centro abitato della Repubblica Democratica del Congo, situato nella Provincia Orientale.

## Territorio
Yangambi si trova sul lato settentrionale del fiume Congo e sulla strada R408 che la collega a Kisangani, 100 chilometri a est. Questa strada è sterrata, usata raramente nella stagione delle piogge e di difficile percorrenza in ogni periodo dell'anno. Anche le strade che collegano Yangambi a Weko e Isangi sono dissestate, mentre il fiume è una valida alternativa per i trasporti. La città un tempo era servita dal piccolo aeroporto di Yangambi.

## Clima
La piovosità media annua è di 1 835 millimetri. Ottobre è il mese più piovoso e gennaio quello più secco. Il cielo tende ad essere parzialmente nuvoloso anche durante le stagioni più secche.

## Riserva della biosfera di Yangambi
235 000 ettari di foresta intorno a Yangambi sono stati dichiarati Riserva della biosfera nel 1976, parte del Programma sull'uomo e la biosfera (MAB) dell'UNESCO.

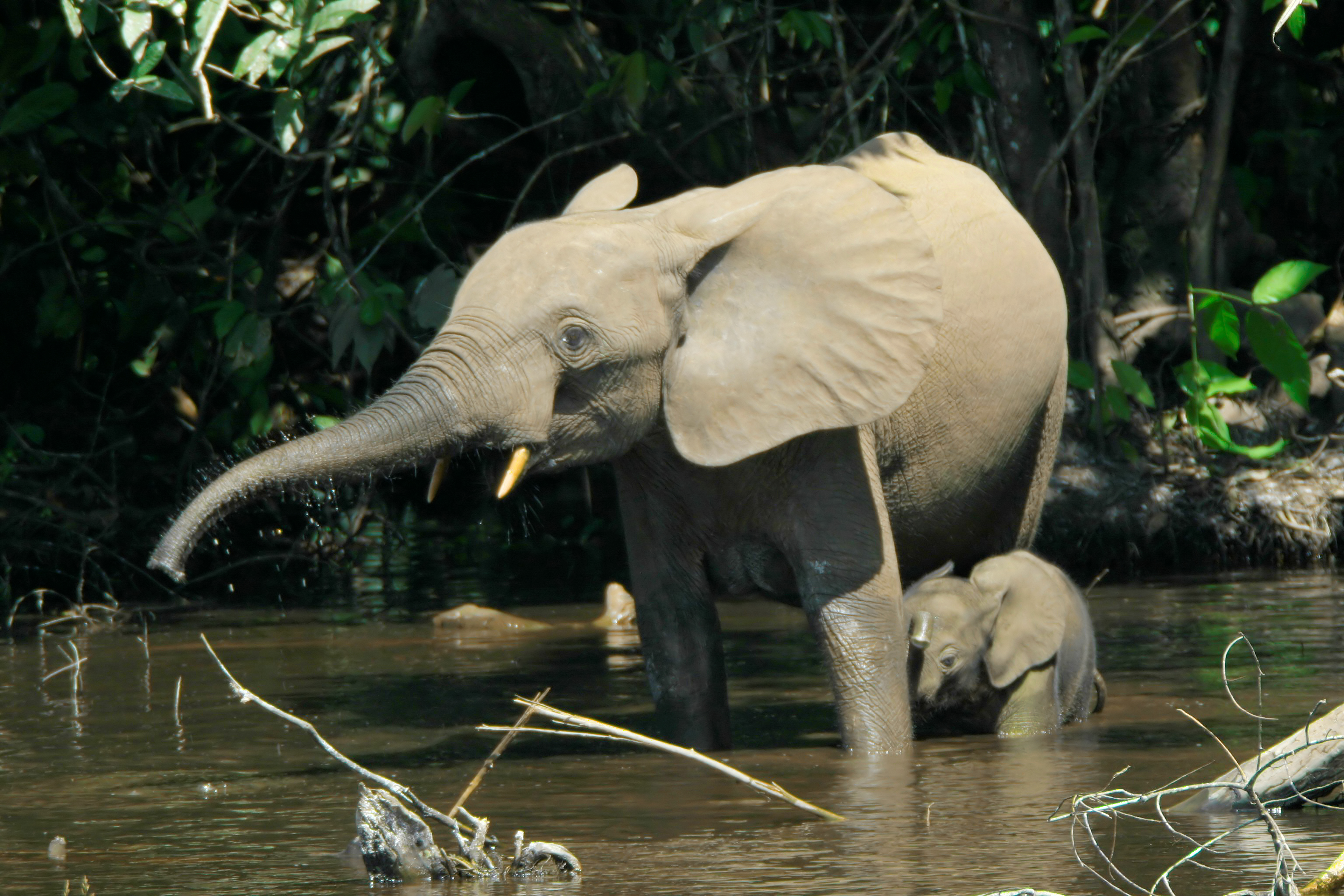
Loxodonta cyclotis

La Riserva della biosfera di Yangambi comprende foreste secondarie con Pycnanthus angolensis e Fagara macrophylla, foreste pluviali secondarie semidecidue, foreste pluviali con Gilbertiodendron dewevrei, foreste climax con Brachystegia laurentii e foreste paludose.
Il sito è molto importante dal punto di vista della biodiversità poiché ospita specie arboree in via di estinzione, come l'Afrormosia (Pericopsis elata). Un tempo ospitava anche elefanti (Loxodonta cyclotis), ora scomparsi localmente.  
Nel 2018, uno studio ha confermato la presenza di scimpanzé comuni (Pan troglodytes) nell'area.

### Centro ricerche
Durante l'era coloniale, Yangambi è stata la sede dell'Institut national pour l'étude agronomique du Congo belge (INEAC), uno dei centri di ricerca più importanti del mondo sull'agricoltura e la silvicoltura tropicali.
I campi sperimentali e i laboratori dell'INEAC furono costruiti lungo una strada parallela alla sponda nord del fiume Congo e lungo una strada che si estendeva verso nord dal fiume per circa 25 chilometri.
Negli anni '30 i ricercatori dell'INEAC provarono la distinzione dei semi della palma da olio tra tenera, dura e pisifera.
Le palme da olio hanno rese relativamente basse nella zona di Yangambi rispetto alle regioni costiere; ciò sembra essere dovuto alle temperature notturne più basse nell'interno del continente.
I ricercatori del Centro hanno sviluppato una serie di varietà di semi di soia da coltivare in diverse parti del paese.
Le varietà a maturazione precoce hanno prodotto oltre 1 200 kg/ha di semi di soia.
Le prove sul campo hanno dimostrato che l'inoculazione di materiale batterico potrebbe aumentare i raccolti dall'80% al 300%.
Negli anni '50 i ricercatori dell'INEAC scoprirono la banana "Yangambi km 5" (Gruppo AAA), una varietà che produce grandi quantità di piccoli frutti dal gusto eccellente, produttiva anche su terreni poveri e resistente alla malattia delle foglie nere (Mycosphaerella fijiensis).
È stato provato che questa varietà ha avuto origine nella Thailandia, introdotta nella regione mineraria di Kilo-Moto, nel Congo nord-orientale, poi portata a Yangambi prima della Seconda guerra mondiale.
Due anni dopo l'indipendenza, nel 1962, l'INEAC cambiò denominazione in Institute National pour l'Etude et la Recherche Agronomiques (INERA). Comunque decenni di conflitti e di instabilità politica portarono al progressivo declino del centro di ricerche.

### Sviluppi successivi
Dal 2017, con il finanziamento dell'Unione europea, il Centro internazionale per la ricerca forestale (CIFOR) e vari partner internazionali e congolesi hanno reso la zona di Yangambi un centro di livello mondiale per lo sviluppo, la scienza e la conservazione.
Tra le iniziative successive figurano il ripristino di terreni degradati, nuove infrastrutture, la ricerca sulla flora e la fauna minacciate, il sostegno agli imprenditori locali e la formazione di esperti forestali locali.
Nel 2018, l'Orto botanico di Meise, in Belgio, e INERA hanno rinnovato l'erbario di Yangambi, che conserva una collezione di 150 000 esemplari di piante essiccate.
Nel 2019, il Museo reale per l'Africa Centrale di Tervuren (Belgio) ha inaugurato un nuovo laboratorio di biologia del legno a Yangambi, il primo del suo genere nell'Africa subsahariana.
Dal 2020, è divenuto operativo il Polo scientifico di Yangambi (Yangambi Pôle Scientifique, YPS), che ospita la prima torre di flusso di covarianza delle turbolenze del bacino del fiume Congo, installata dall'Università di Gand e finanziata dal Belgio in cooperazione con l'Unione europea. La torre, alta 55 metri, fornirà i dati, continui e precisi, sullo scambio di gas serra tra l'atmosfera e la foresta.
Dal 3 al 5 settembre 2022, in preparazione della XXVII Conferenza delle Parti dell'UNFCCC (COP27), si è tenuta la Conferenza scientifica presso la Riserva della biosfera di Yangambi, sul tema: «Contributo delle foreste del bacino del Congo e di altri bacini tropicali del pianeta alla lotta al cambiamento climatico: stato dell'arte e prospettive».